# Халбутаев, Махмуд Парсаматович
Махмуд Парсаматович Халбутаев (узб. Mahmud Parsamatovich Xalbutaev; Узбекская ССР, СССР) — узбекский государственный деятель, хоким Джизакской области.

## Биография
24 февраля 2009 года президент Узбекистана Ислам Каримов назначил Махмуда Парсаматовича на должность хокима Джизакской области, который раннее работал в должности первого заместителя хокима Джизакской области.